# Seznam měst v Lužici
Toto je seznam měst na historickém území Dolní a Horní Lužice společně s exonymy v různých jazycích bez ohledu na jejich historičnost. 
| Článek                     | Lužice       | Stát    | Česky                      | Hornolužickosrbsky       | Dolnolužickosrbsky | Německy                 | Polsky           | pozn.                                         |
| -------------------------- | ------------ | ------- | -------------------------- | ------------------------ | ------------------ | ----------------------- | ---------------- | --------------------------------------------- |
| Bad Muskau                 | Horní        | Německo | Mužakov                    | Mužakow                  |                    | Bad Muskau              | Mużaków          |                                               |
| Bernsdorf (Horní Lužice)   | Horní        | Německo |                            | Njedźichow               |                    | Bernsdorf               |                  |                                               |
| Bernstadt auf dem Eigen    | Horní        | Německo |                            | Bjernadźicy              |                    | Bernstadt auf dem Eigen | Biernacice       |                                               |
| Bischofswerda              | Horní        | Německo | Biskupice                  | Biskopicy                |                    | Bischofswerda           |                  |                                               |
| Bogatynia                  | Horní        | Polsko  | Bohatyně                   |                          |                    | Reichenau in Sachsen    | Bogatynia        | č. před rokem 1945 Rychnov, p. dříve Rychwałd |
| Budyšín                    | Horní        | Německo | Budyšín                    | Budyšin                  | Budyšyn            | Bautzen                 | Budziszyn        |                                               |
| Ebersbach-Neugersdorf      | Horní        | Německo |                            | Habrachćicy-Nowe Jěžercy |                    | Ebersbach-Neugersdorf   |                  |                                               |
| Görlitz                    | Horní        | Německo | Zhořelec                   | Zhorjelc                 | Zgórjelc           | Görlitz                 | Zgorzelec        |                                               |
| Halštrov (Horní Lužice)    | Horní        | Německo | Halštrov                   | Halštrow                 |                    |                         | Elstra           |                                               |
| Herrnhut                   | Horní        | Německo | Ochranov                   | Ochranow                 |                    | Herrnhut                | Ochranów         |                                               |
| Hoyerswerda                | Horní        | Německo | Hojeřice, Vojerce, Vojerec | Wojerecy                 | Wórjejce           | Hoyerswerda             |                  |                                               |
| Iłowa                      | Horní        | Polsko  |                            | Jiłwa                    |                    | Halbau                  | Iłowa            | p. historicky Ilwa                            |
| Kamenec (Horní Lužice)     | Horní        | Německy | Kamenec                    | Kamjenc                  | Kamjeńc            | Kamenz                  | Kamieniec        |                                               |
| Königsbrück                | Horní        | Německo |                            | Kinspork                 |                    | Königsbrück             | Kinsbork         |                                               |
| Lauta                      | Horní, Dolní | Německo |                            | Łuty                     |                    | Lauta                   |                  |                                               |
| Łęknica                    | Horní        | Polsko  | Leknice                    | Wjeska                   |                    | Lugknitz                | Łęknica          |                                               |
| Leśna                      | Horní        | Polsko  |                            | Lěsna                    |                    | Marklissa               | Leśna            |                                               |
| Löbau                      | Horní        | Německo | Lobava                     | Lubij                    |                    | Löbau                   |                  |                                               |
| Lubáň                      | Horní        | Polsko  | Lubáň                      |                          |                    | Lauban                  | Lubań            |                                               |
| Neusalza-Spremberg         | Horní        | Německo |                            | Nowosólc-Horni Hródk     |                    | Neusalza-Spremberg      |                  |                                               |
| Niesky                     | Horní        | Německo | Nízké, Nízký               | Niska                    |                    | Niesky                  | Niska            |                                               |
| Ostritz                    | Horní        | Německo | Ostřice                    | Wostrowc                 |                    | Ostritz                 | Ostrowiec        |                                               |
| Pieńsk                     | Horní        | Polsko  |                            | Pjeńsk                   |                    | Penzig                  | Pieńsk           |                                               |
| Pulsnitz                   | Horní        | Německo |                            | Połčnica                 |                    | Pulsnitz                | Połcznica        |                                               |
| Reichenbach (Horní Lužice) | Horní        | Německo |                            | Rychbach                 |                    | Reichenbach             |                  |                                               |
| Rothenburg (Horní Lužice)  | Horní        | Německo |                            | Rózbork                  |                    | Rothenburg              | Rozbork, Różbark |                                               |
| Ruhland                    | Horní        | Německo |                            | Rólany                   | Rolany             | Ruhland                 | Rolany           |                                               |
| Seifhennersdorf            | Horní        | Německo | Saský Jindřichov           | Wodowe Hendrichecy       |                    | Seifhennersdorf         |                  |                                               |
| Senftenberg                | Dolní        | Německo | Zlý Komorov                | Zły Komorow              | Zły Komorow        | Senftenberg             | Komorów Zły      |                                               |
| Świeradów-Zdrój            | Horní        | Polsko  | Lázně Svěradov             |                          |                    | Bad Flinsberg           | Świeradów-Zdrój  |                                               |
| Schirgiswalde-Kirschau     | Horní        | Německo |                            | Šěrachow-Korzym          |                    | Schirgiswalde-Kirschau  |                  |                                               |
| Węgliniec                  | Horní        | Polsko  |                            |                          |                    | Kohlfurt                | Węgliniec        |                                               |
| Weißenberg                 | Horní        | Německo |                            | Wóspork                  |                    | Weißenberg              |                  |                                               |
| Weißwasser                 | Horní        | Německo |                            | Běła Woda                |                    | Weißwasser              |                  |                                               |
| Wilthen                    | Horní        | Německo |                            | Wjelećin                 |                    | Wilthen                 |                  |                                               |
| Wittichenau                | Horní        | Německo |                            | Kulow                    |                    | Wittichenau             | Kulów            |                                               |
| Zawidów                    | Horní        | Polsko  | Závidov                    | Zawidow                  |                    | Seidenberg              | Zawidów          |                                               |
| Zgorzelec                  | Horní        | Polsko  | Zhořelec                   | Zhorjelc                 | Zgórjelc           | Görlitz                 | Zgorzelec        |                                               |
| Žitava                     | Horní        | Německo | Žitava                     | Žitawa                   |                    | Zittau                  | Żytawa           |                                               |
| Calau                      | Dolní        | Německo |                            |                          | Kalawa             | Calau                   |                  |                                               |
| Doberlug-Kirchhain         | Dolní        | Německo |                            |                          | Dobrjoług-Góstkow  | Doberlug-Kirchhain      | Dobryług         |                                               |
| Eisenhüttenstadt           | Dolní        | Německo |                            |                          | Pśibrjog           | Eisenhüttenstadt        |                  |                                               |
| Finsterwalde               | Dolní        | Německo |                            |                          | Grabin             | Finsterwalde            | Grabin           |                                               |
| Forst (Lausitz)            | Dolní        | Německo |                            |                          | Baršć (Łužyca)     | Forst (Lausitz)         |                  |                                               |
| Großräschen                | Dolní        | Německo |                            |                          | Rań                | Großräschen             |                  |                                               |
| Guben                      | Dolní        | Německo | Hubno                      |                          | Gubin              | Guben                   | Gubin            |                                               |
| Guben                      | Dolní        | Polsko  | Hubno                      |                          | Gubin              | Guben                   | Gubin            |                                               |
| Chotěbuz (Německo)         | Dolní        | Německo | Chotěbuz                   | Choćebuz                 | Chóśebuz           | Cottbus                 | Chociebuż        |                                               |
| Lauchhammer                | Dolní        | Německo |                            | Železarnje               | Łuchow             | Lauchhammer             |                  |                                               |
| Lübben (Spreewald)         | Dolní        | Německo | Lubín                      |                          | Lubin (Błota)      | Lübben (Spreewald)      | Lubin            |                                               |
| Lübbenau                   | Dolní        | Německo | Libenava                   | Lubnjow                  | Lubnjow/Błota      | Lübbenau/Spreewald      |                  |                                               |
| Luckau                     | Dolní        | Německo | Lukov                      |                          | Łukow              | Luckau                  | Łuków            |                                               |
| Spremberg                  | Dolní        | Německo |                            |                          | Grodk              | Spremberg               | Gródek           |                                               |
| Vetschau                   | Dolní        | Německo |                            |                          | Wětošow/Błota      | Vetschau/Spreewald      | Wietoszów        |                                               |
| Żary                       | Dolní        | Polsko  | Žarov                      |                          | Žarow              | Sorau                   | Żary             |                                               |

- Beeskow / Bezkow
- Schwarzheide / Carny Gózd
- Drebkau / Drjowk
- Lieberose / Luboraz
- Krosno Odrzańskie / Krosyn - PL
- Großräschen / Rań
- Peitz / Picnjo
- Bad Liebenwerda / Rukow
- Altdöbern / Stara Darbnja
- Welzow / Wjelcej
- Elsterwerda / Wikow
- Eisenhüttenstadt / Pśibrjog
- Lubsko (město) / Žemŕ - PL